# Tommy Sjödin
Tommy Sjödin (* 13. August 1965 in Sundsvall) ist ein ehemaliger schwedischer Eishockeyspieler und jetziger -trainer sowie -funktionär, der seit 2021 als Assistenztrainer bei den Graz 99ers in der ICE Hockey League unter Vertrag steht. In seiner aktiven Zeit war er von 1983 bis 2008 unter anderem für die Minnesota North Stars, Dallas Stars und Nordiques de Québec in der National Hockey League gespielt hat.

## Karriere

### Spieler
Tommy Sjödin begann seine Karriere als Eishockeyspieler in der Nachwuchsabteilung des Timrå IK, für dessen Profimannschaft er von 1983 bis 1986 in der Division 1, der damals noch zweithöchsten schwedischen Spielklasse, aktiv war. Anschließend wechselte der Verteidiger zu Brynäs IF, für das er in den folgenden sechs Jahren in der Elitserien auflief. In der Saison 1991/92 wurde er mit dem Guldpucken als Spieler des Jahres in Schweden ausgezeichnet. Daraufhin schloss er sich den Minnesota North Stars an, die ihn bereits im NHL Entry Draft 1985 in der zwölften Runde als insgesamt 237. Spieler ausgewählt hatten. Bei den North Stars war er in der Saison 1992/93 Stammspieler in der National Hockey League und erzielte in seinem Rookiejahr in der NHL 77 Spielen 36 Scorerpunkte, davon sieben Tore. Nachdem die Mannschaft zur Saison 1993/94 umgesiedelt wurde, trat er nur noch sieben Mal für deren Nachfolgeteam Dallas Stars in der NHL an, während er überwiegend für deren Farmteam Kalamazoo Wings in der American Hockey League auf dem Eis stand. Die Spielzeit beendete er schließlich bei den Nordiques de Québec in der NHL.
Von 1994 bis 1998 spielte Sjödin für den HC Lugano in der Schweizer Nationalliga A. Parallel beendete er die Saison 1996/97 beim HC Bozen aus der italienischen Serie A1, mit dem er auf Anhieb den nationalen Meistertitel gewann. Zur Saison 1998/99 wechselte er innerhalb der NLA zu den Kloten Flyers. Daraufhin kehrte der Routinier zum Brynäs IF in die Elitserien zurück. Bei Brynäs war er in der Folgezeit vier Jahre lang Assistenz- und schließlich fünf Jahre lang Mannschaftskapitän, ehe er 2008 seine aktive Karriere im Alter von 43 Jahren beendete.

### International
Für Schweden nahm Sjödin an den Weltmeisterschaften 1992, 1994, 1995 und 1996 teil. Zudem stand er im Aufgebot seines Landes bei den Olympischen Winterspielen 1992 in Albertville. Bei der WM 1992 gewann er mit seiner Mannschaft die Gold-, bei der WM 1994 die Bronze- und bei der WM 1995 die Silbermedaille. Bei der WM 1995 wurde er zudem in das All-Star Team des Turniers gewählt. 

### Trainer
In der Saison 2009/10 war Sjödin als Assistenztrainer für seinen Stammverein Brynäs IF tätig. Im folgenden Jahr war er Cheftrainer der U18-Junioren des Valbo HC, bei dessen Seniorenmannschaft er ab 2011 als Cheftrainer und General Manager arbeitete. Bereits in seinem ersten Jahr führte er das Team aus der viertklassigen Division 2 in die drittklassige Division 1, stieg jedoch im folgenden Jahr wieder ab. Ab der Saison 2015/16 war Sjödin erneut als Co-Trainer bei Brynäs IF in der Svenska Hockeyligan beschäftigt. Mitte der Saison 2017/18 wurde er zum Cheftrainer befördert, ehe er im November 2018 entlassen wurde. Anschließend war er Assistenztrainer beim Timrå IK und EHC Olten sowie U18-Trainer bei Brynäs IF.
In der Saison 2021/22 war er Co-Trainer bei den Graz 99ers.

## Erfolge und Auszeichnungen
- 1992 Guldpucken
- 1992 Schwedisches All-Star Team
- 1995 Schwedisches All-Star Team
- 1997 Italienischer Meister mit dem HC Bozen
- 2000 Elitserien All-Star Game

### International
- 1992 Goldmedaille bei der Weltmeisterschaft
- 1994 Bronzemedaille bei der Weltmeisterschaft
- 1995 Silbermedaille bei der Weltmeisterschaft
- 1995 All-Star Team der Weltmeisterschaft